# Amerikanische Königslibelle
Die Amerikanische Königslibelle (Anax junius) ist eine Libelle aus der Familie der Edellibellen (Aeshnidae). Diese Art gehört zu den größten nordamerikanischen Libellen.

## Merkmale

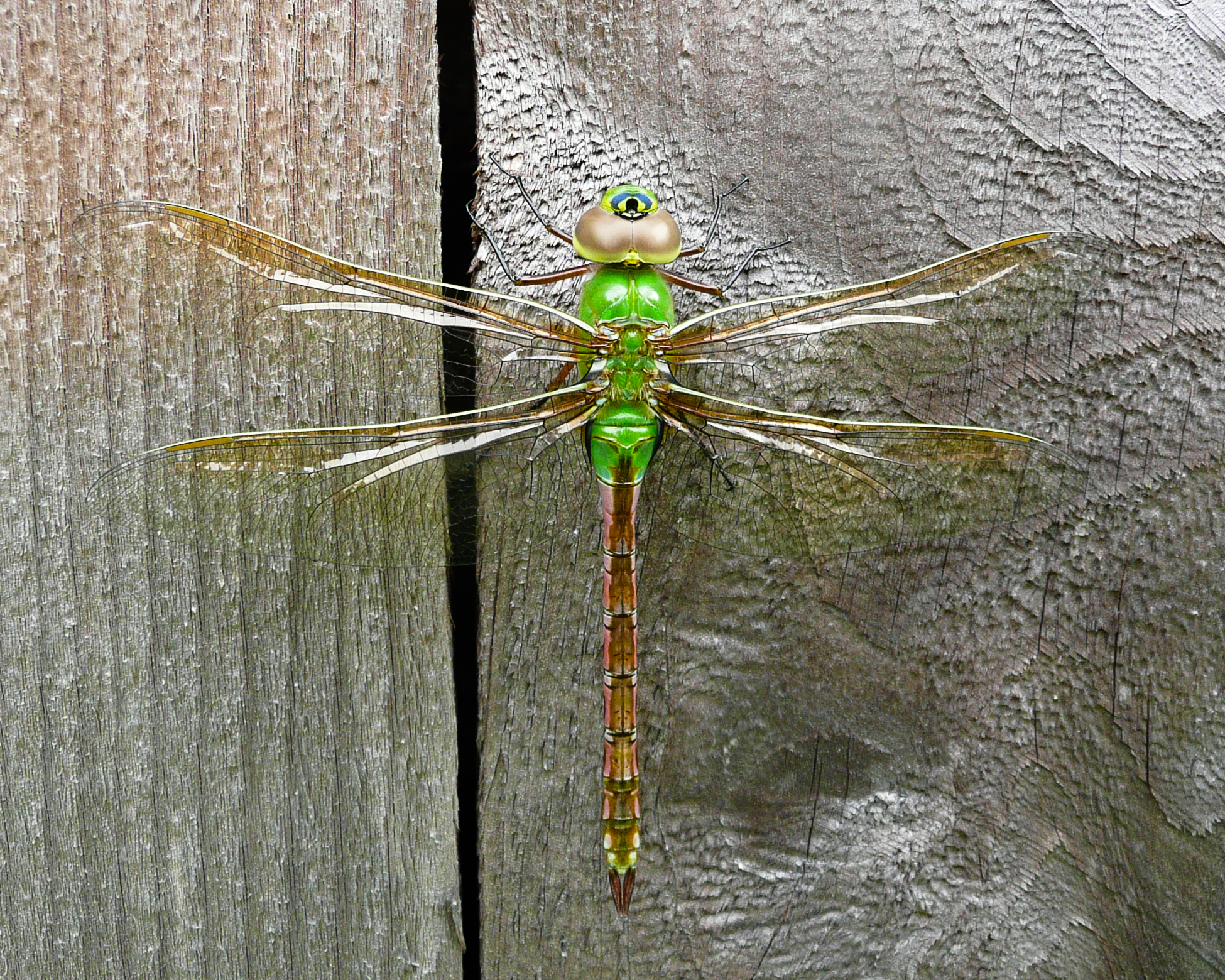
Weibchen

Die Männchen der Amerikanischen Königslibelle werden etwa 7,6 cm lang und erreichen eine Flügelspannweite von 10,4 cm, die Weibchen werden bis zu 8 cm lang und erreichen eine Flügelspannweite von bis zu 10,6 cm.
Die Brust und der Kopf (einschließlich der Facettenaugen) des Männchens sind bis auf einige schwarze Zeichnungen einfärbig grün. Der Hinterleib des Männchens ist oberseits hellblau und nur hinten etwas grün. Er hat eine schwarze Längsbandzeichnung.
Das Weibchen hat ebenfalls eine grüne Brust mit kleinen schwarzen Zeichnungen. Es hat jedoch braune Facettenaugen. Der Hinterleib ist überwiegend grün und rötlich-braun und trägt oberhalb einen breiten schwarzen Streifen. Mit ihren gut entwickelten Facettenaugen sehen die Tiere recht gut. Die Flügel sind einen Hauch gelb und mit einem netzartigen Muster durchzogen.

## Vorkommen
Das Verbreitungsgebiet der Amerikanischen Königslibelle reicht vom hohen Norden des nordamerikanischen Kontinents (Alaska) bis nach Mittelamerika (Panama) und in die Inselwelt der Karibik. Ihr Vorkommen reicht von der Ostküste bis zur Westküste und vielfach darüber hinaus. Sie ist auf der ostasiatischen Halbinsel Kamtschatka ebenso zu finden wie in Ostchina, Japan und in Hawaii. Gelegentlich kommt es bei starken Westwinden zu Einflügen nach Europa, beim bisher stärksten Einflug im Herbst 2023 konnten mehrere Tiere auf den Isles of Scilly und weitere an der französischen Atlantikküste und auf den Azoren nachgewiesen werden.
Ihre bevorzugten Lebensräume liegen in der Nähe von größeren Teichen, Seen, Buchten, Flussmündungen und langsam fließenden Bächen.
Die Amerikanische Königslibelle unternimmt weite Wanderungen über Teile des nordamerikanischen Kontinents und die angrenzenden Meeresteile. So werden Schwärme der Libellen oft auch auf See von den Arbeitern der Bohrinseln im Golf von Mexiko oder im Süden Kaliforniens beobachtet. Es wird angenommen, dass die nach Süden ziehenden Libellen in den wärmeren Gewässern, beispielsweise in Mexiko eine Wintergeneration produzieren, die wieder nach Norden fliegt, sobald die im Wasser lebenden Nymphen zu Imagines geworden sind. Noch bevor im Frühling die im Norden überwinternden Nymphen sich in flugfähige Libellen verwandeln, erscheinen dort die Schwärme aus dem Süden, die ihre Eier unter Wasser in den Pflanzen ablegen, wo sich ihre Nachkommenschaft den Sommer über entwickeln kann. Die Entwicklungsdauer ist jedoch von der Temperatur in den Gewässern abhängig und kann sich im Norden über mehrere Jahre erstrecken.

## Lebensweise und Ernährung

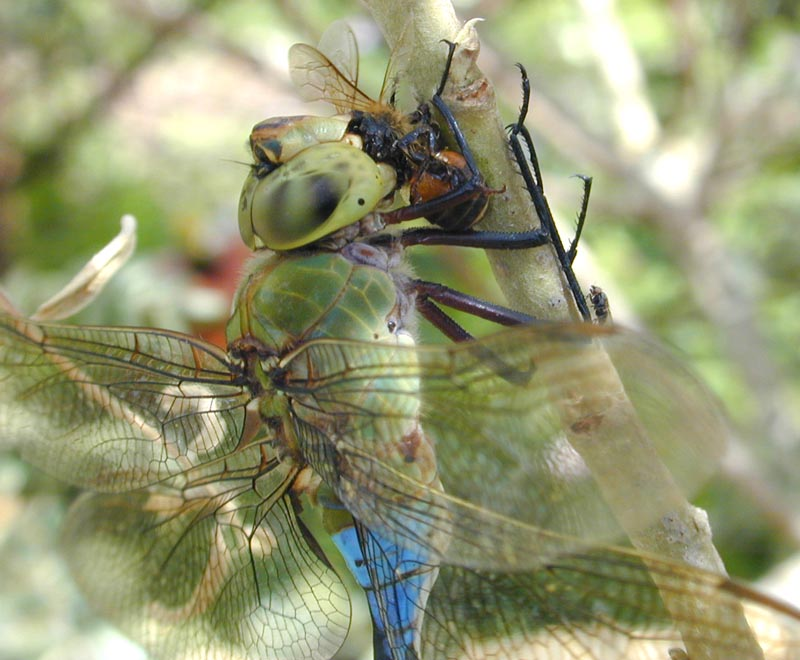
Männchen mit erbeuteter Biene

Wie alle Libellen lebt auch die Amerikanische Königslibelle räuberisch und erbeutet Wespen, Schmetterlinge, Mücken und andere Fluginsekten sowie auch andere Libellen. Wie alle Edellibellen kann sich auch die Amerikanische Königslibelle bei Jagdflügen sehr weit vom Gewässer entfernen. Die Männchen bilden, ähnlich wie die nah verwandte Große Königslibelle (Anax imperator), Reviere und vertreiben andere männliche Libellen, die ihnen dort Konkurrenz machen könnten.

## Fortpflanzung

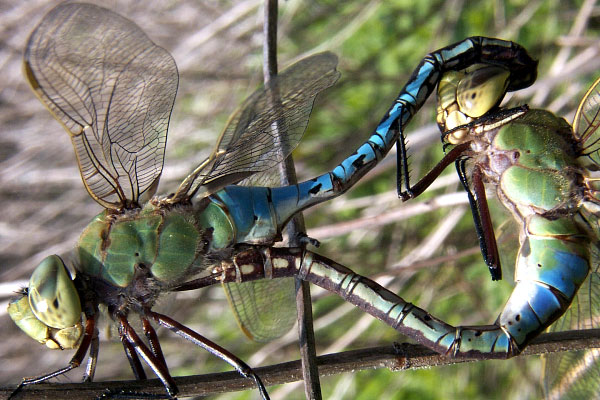
Paarungsrad

Die Paarung wird oft im Flug vollzogen. Anders als viele andere Libellen der Gattung Anax, trennt sich das Paar nicht, und das Weibchen legt die Eier zusammen mit dem angekoppelten Männchen in Tandemstellung ab. Dieses Verhalten bietet dem Weibchen Schutz vor anderen Männchen bei der Eiablage und verschafft dem Männchen die Sicherheit, dass die von ihm befruchteten Eier abgelegt werden. Dabei sticht das Weibchen die unter Wasser liegenden Teile der Wasserpflanzen an und legt die Eier direkt in der Pflanze ab.

## Larvenentwicklung
Die Nymphen der Libellen werden bis zu 55 Millimeter lang. Sie fressen Kaulquappen, Eier und im Wasser lebende Larven von Insekten, Krebstiere sowie kleine Fische. Unter den Insektenlarven zählen vor allem die Larven der Büschelmücken und der Zuckmücken zur bevorzugten Nahrung, aber auch Larven von Kleinlibellen werden nicht verschmäht. Unter den Krebstieren werden nicht nur Flohkrebse, sondern, falls im gleichen Biotop beheimatet, auch junge Flusskrebse (z. B. Procambarus clarkii) bis zu einer Länge von 3 Zentimetern erbeutet.

## Galerie

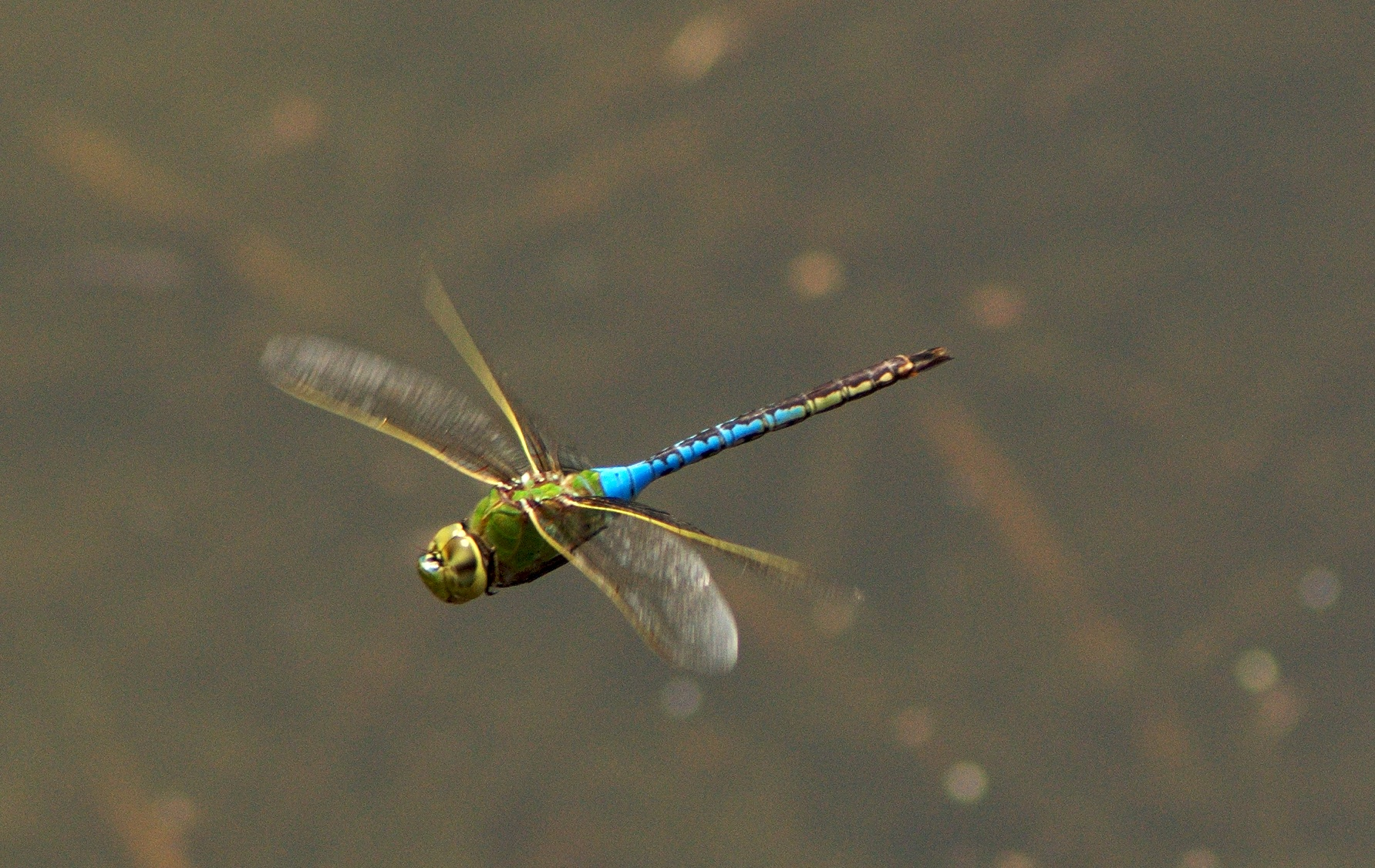
Fliegendes Männchen
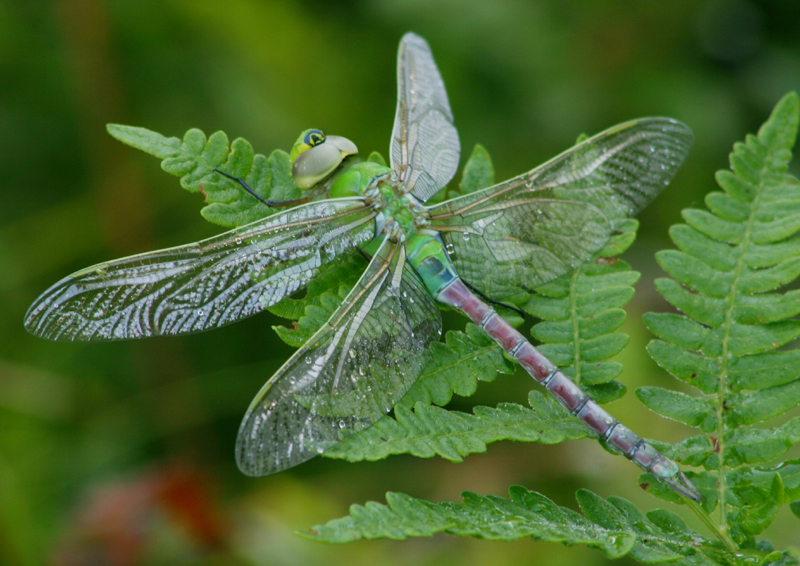
Seitenansicht eines Weibchens
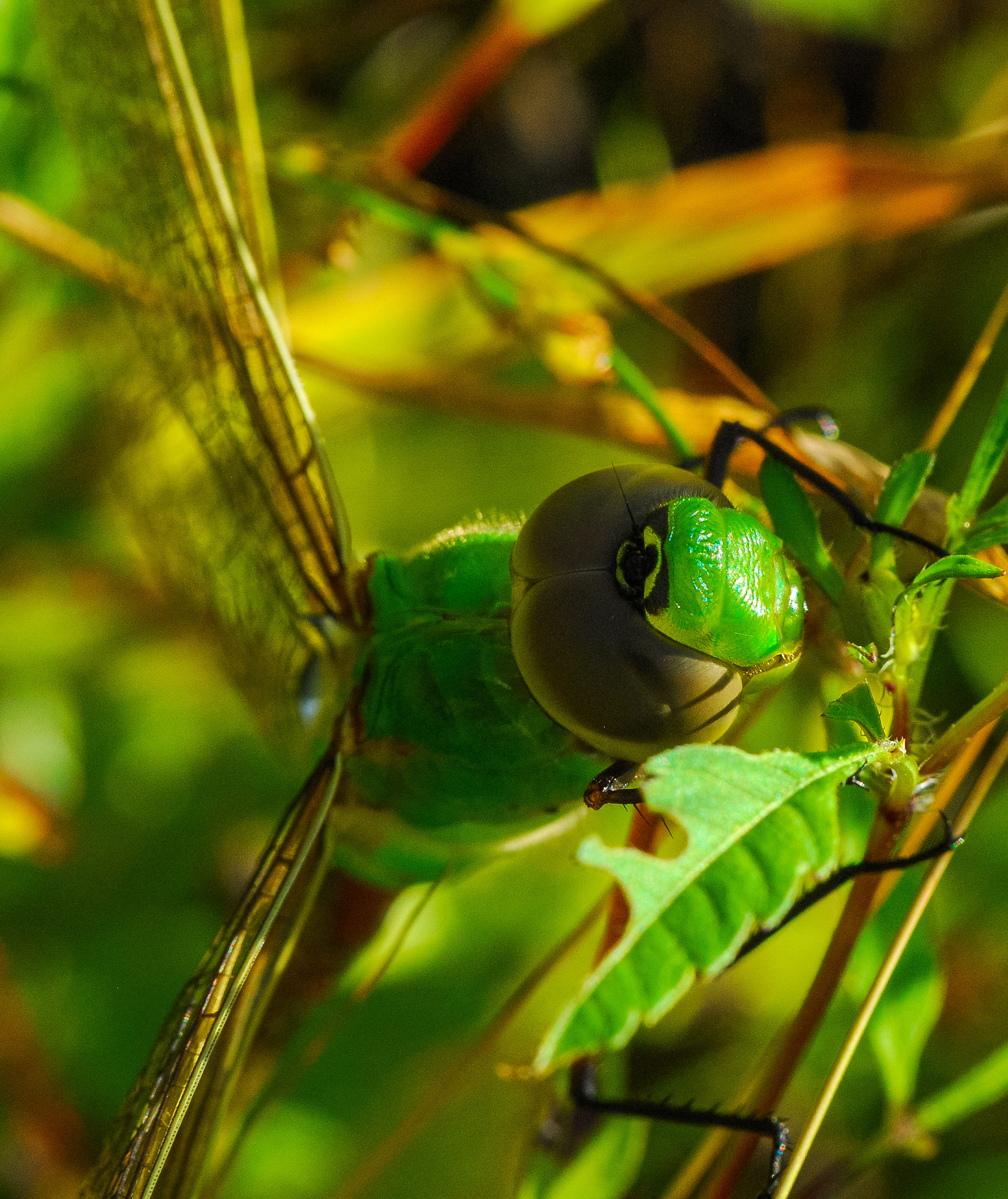
Detailaufnahme eines Weibchens
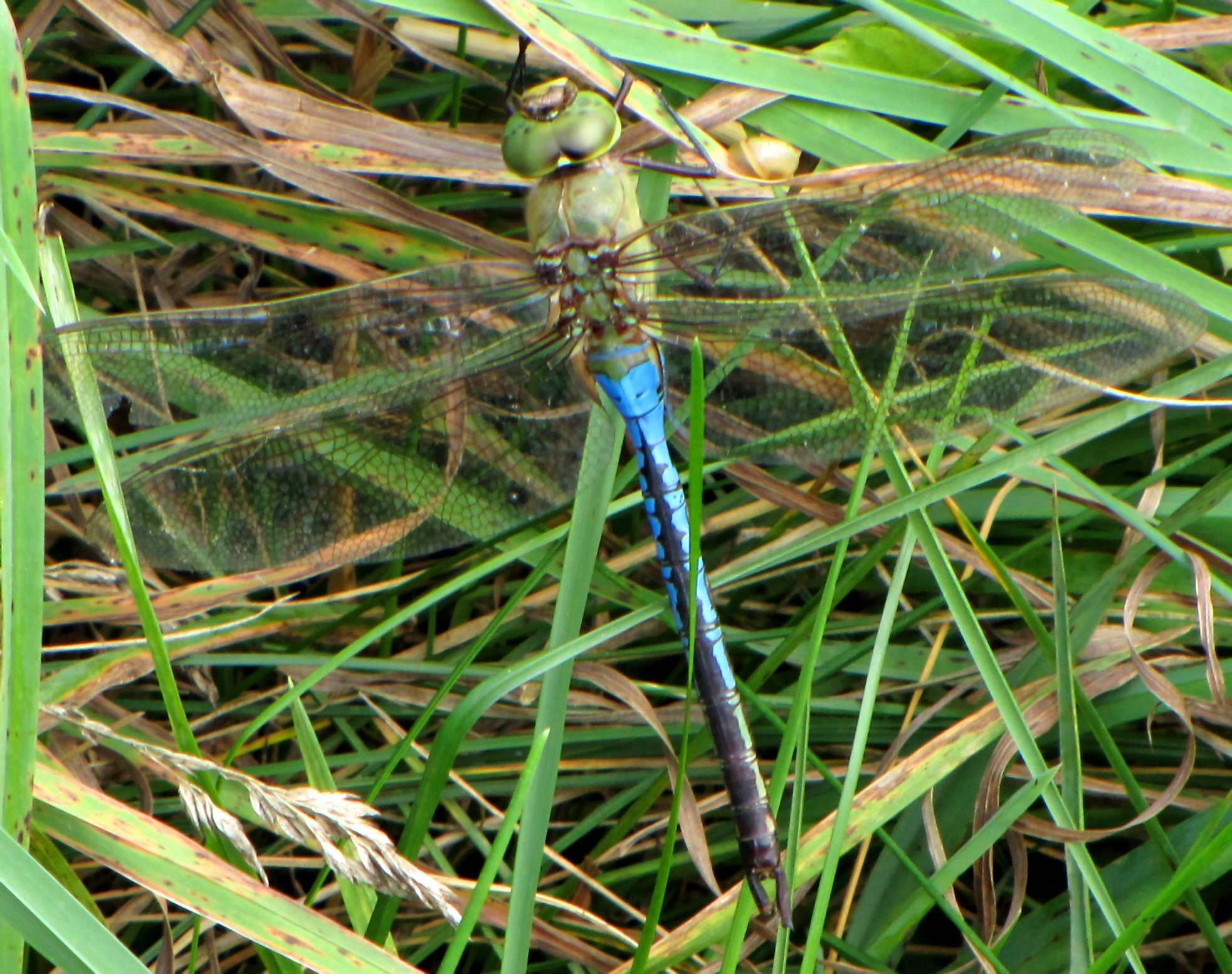
Androchromes Weibchen
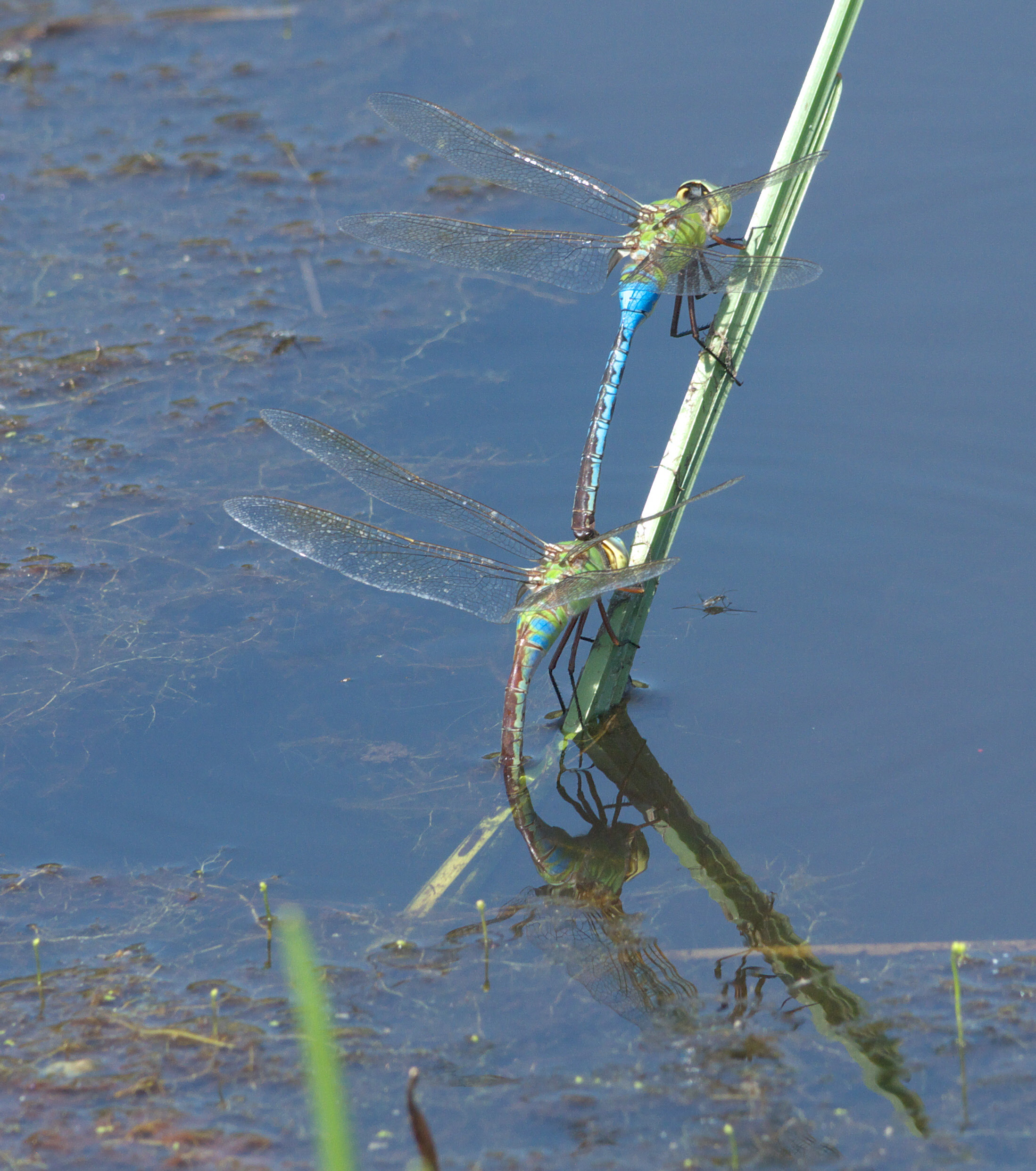
Paar bei der Eiablage
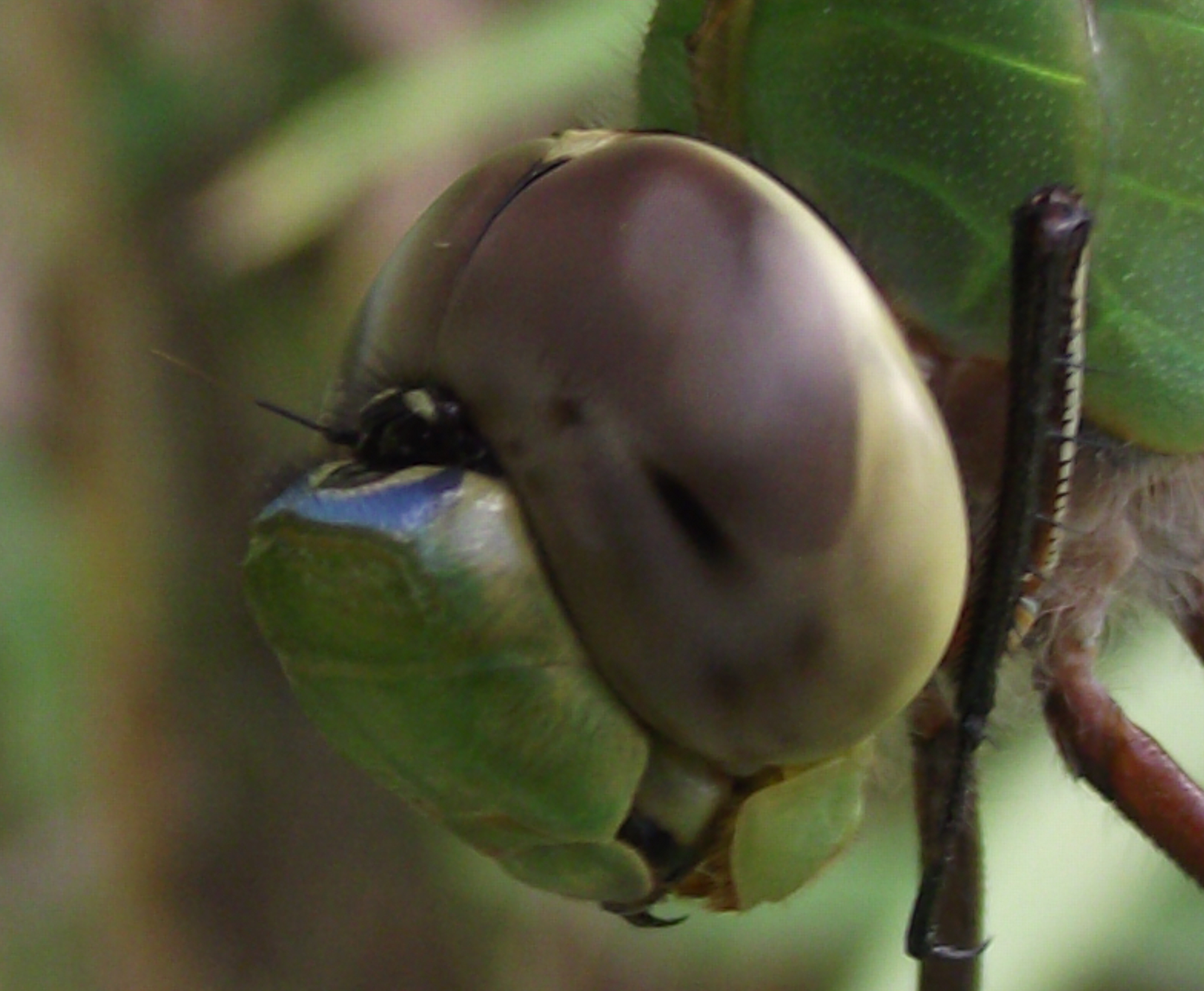
Kopf einer Amerikanischen Königslibelle
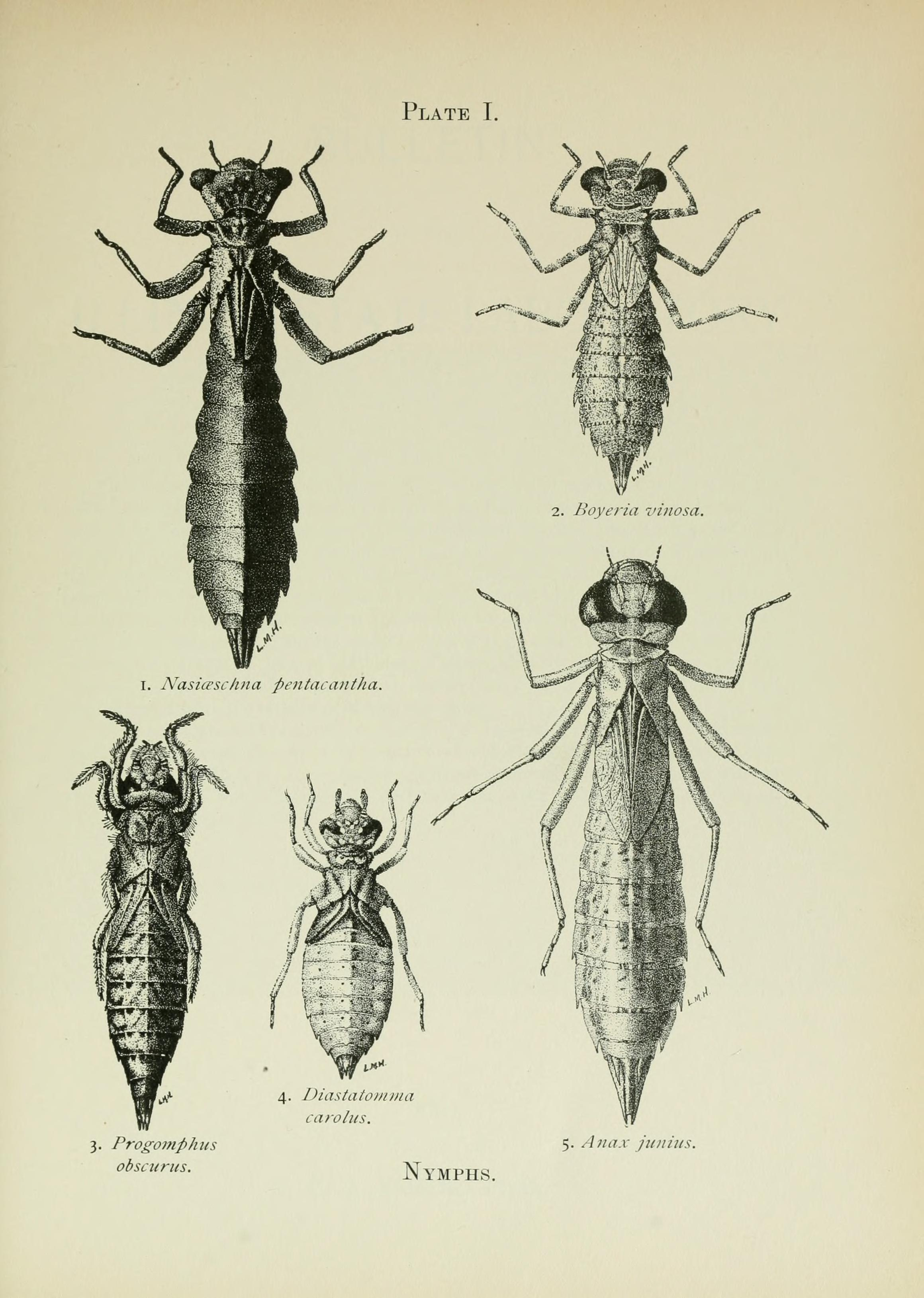
Illustration von Larven verschiedener Edellibellen, darunter auch der der Amerikanischen Königslibelle
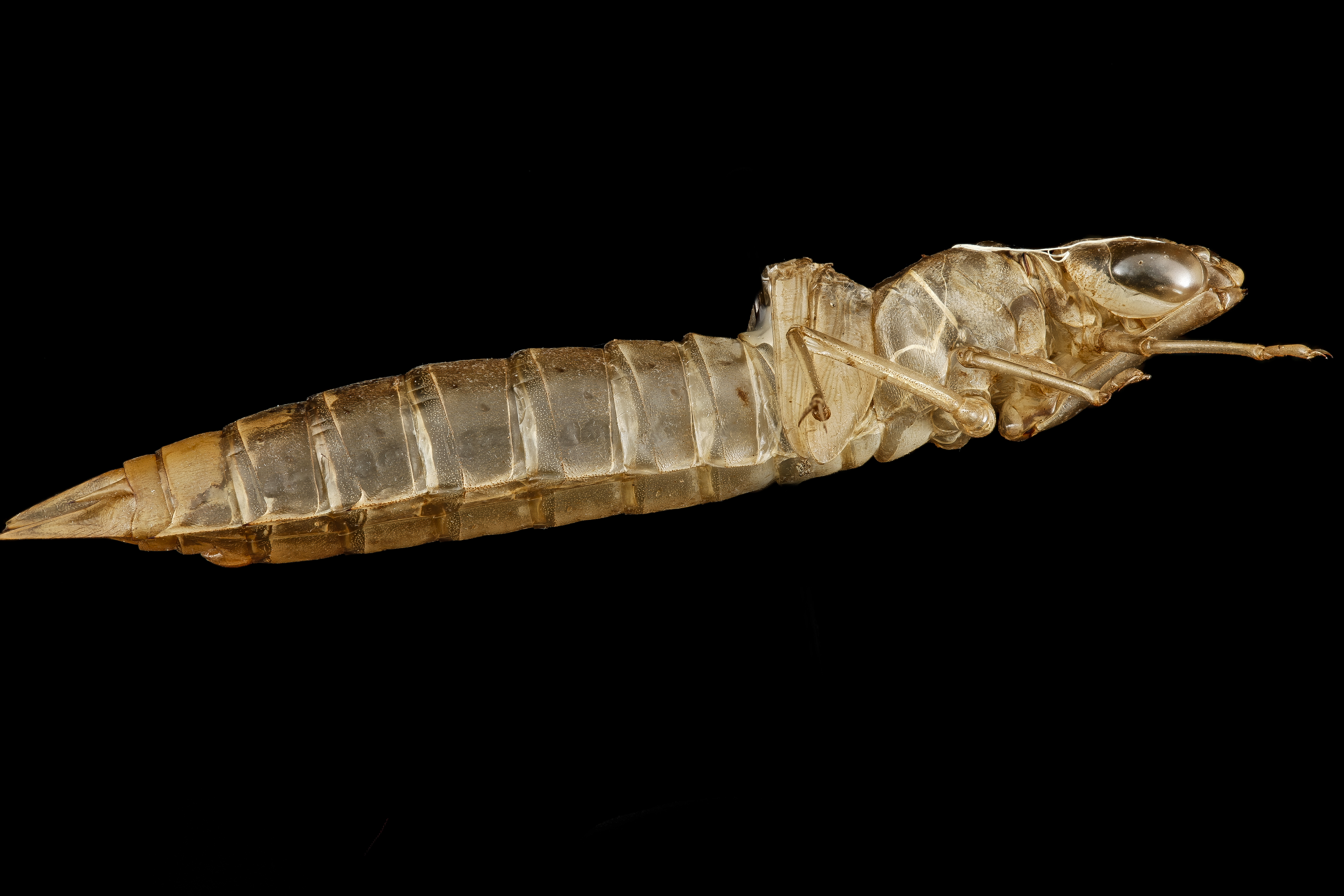
Exuvie